# Фелікс і Мейра
«Фелікс і Мейра» (фр. Félix et Meira) — канадський драматичний фільм, знятий Максимом Жіру. Світова прем'єра стрічки відбулась 7 вересня 2014 року у секції «Сучасне світове кіно» міжнародного кінофестивалю в Торонто. Фільм був висунутий Канадою на премію «Оскар-2016» у номінації «найкращий фільм іноземною мовою».

## У ролях
- Мартін Дюбрей — Фелікс
- Хадас Ярон — Мейра
- Лузер Тверський — Шулем
- Енн-Елізабет Боссе — Керолайн
- Бенуа Джірард — Теодор
- Мелісса Вайз — Рут